# Конакри
Конакри (на английски: Conakry или Konakry) е столица на Република Гвинея, държава в Западна Африка. 
Градът е разположен на брега на Атлантическия океан и има 3 121 347 жители. Той е главният политически, икономически и търговски център на страната. Има добра инфраструктура с множество улици и площади.

## История
Конакри е основан през 1885 година, чрез сливането на 2 малки селища, едното от които дава името му  – Конак Ри и Келеганга. Първоначално градът е аванпост на френското и белгийско колониално разширение, но с времето остава далеч от военните действия свързани с него. 
Вследствие на националноосвободително движение, Гвинея обявява своята независимост през 1958 г. и Конакри е обявен за нейна столица.

## Икономика
В промишлено отношение градът е добре развит, преобладава леката промишленост – хранително-вкусовата (местни ястия и закуски), мебелната и сувенирната, предприятия за бутилиране на минерална вода. В града има и много фризьорски и козметични салони. 
Много важна роля в икономическия живот на страната играе пристанището на Конакри – половината от продукцията на страна се изнася за Китай, откъдето се осъществява и значителен внос към нея.  На 13 km от града е международното летище „Конакри“, с полети до Алжир и Сенегал.
| Портал | Портал „Африка“ съдържа още много статии, свързани с Африка. Можете да се включите към Уикипроект „Африка“. |